# Lazarus Fuchs
Pour les articles homonymes, voir Fuchs.
Lazarus Immanuel Fuchs (5 mai 1833 -  26 avril 1902) est un mathématicien allemand, né à Mosina (Grand-duché de Posen) et mort à Berlin (Royaume de Prusse). 

## Biographie
Élève de Kummer et de Weierstrass à l'université de Berlin (1854-1858), il est successivement professeur à l'École combinée d'artillerie et du génie de Berlin (1867), à l'Université de Greifswald et privat-docent de l'Académie royale d'État et d'agriculture d'Eldena (de) (1869), à l'Université de Göttingen (1874), à l'Université de Heidelberg (1875) et enfin à l'université de Berlin comme successeur d'Ernst Kummer (1884). Il laisse son nom aux groupes fuchsiens (en) et aux fonctions fuchsiennes (notions et adjectif créés par Henri Poincaré, avec qui il entretient une correspondance) ainsi qu'à l'équation de Picard-Fuchs et au théorème de Fuchs (en) ; les équations différentielles fuchsiennes sont celles avec des singularités régulières. 